# 丈六駅
丈六駅（じょうろくえき）は、徳島県勝浦郡勝占村（現在の徳島市勝占町）にあった鉄道省（国鉄）小松島線の駅である。本駅が存在した当時の線名は小松島線であったが、1961年（昭和36年）の区間変更により、現在は牟岐線となっている。

## 歴史
- 1934年（昭和9年）9月20日：小松島線の駅として開設。
- 1941年（昭和16年）8月1日：休止（事実上の廃止）。

## 駅周辺
- 徳島県道212号新浜勝浦線

## 隣の駅
鉄道省（国鉄）
小松島線
地蔵橋駅 - 丈六駅 - 中田駅